# Мичел
Хосе Мигел Гонсалес Мартин дел Кампо, по-известен като Мичел (на испански: José Miguel González Martín del Campo, aka Míchel) е бивш испански футболист, играл като десен полузащитник, и настоящ треньор на френския Олимпик Марсилия. Цялата му кариера преминава в Реал Мадрид с екипа на който записва над 400 срещи. Един от живите легенди на клуба, част от легендарната Петорка на ястреба, останала в историята като „Кохортата на Лешояда“.

## Състезателна кариера
Постъпва в школата на Реал Мадрид 13-годишен. Дебютът му за „белия балет“ през сезон 1981/82 г. е увенчан с гол. Това се случва на 11 април 1982 г. в мач срещу отбора на Кастельон. Шампион на Сегунда дивисион за сезон 1983 – 84 с дублиращия отбор на „кралския клуб“ – Реал Мадрид Кастилия. Превръща се в една от основните фигури на първия отбор, завоювал цели шест титли на Испания, две национални купи, четири суперкупи на страната, както и две купи на УЕФА. При първия си трофей от турнира през сезон 1984/85 отбелязва едно от попаденията в полуфинала срещу италианския Интер, а на финала друго срещу унгарския Видеотон за крайното 3:1.  Отбелязва и по един гол във финалните срещи за суперкупата на Испания срещу Барселона през 1988 и 1990 г. След прекарани 14 сезона в Реал, Мичел завършва кариерата си в скромния мексикански Атлетико Селая през 1997 година.

## Национален отбор
През 80-те и в началото на 90-те години Мичел изиграва близо 70 мача за националния отбор на Испания, представлява нацията на две световни и едно европейско първенство по футбол.
Прави своя дебют за на 20 ноември 1985 г. срещу Австрия, отбелязва първото си попадение на 18 декември същата година в контрола срещу България, играна във Валенсия и завършила с победа 2:0.
На Световното първенство по футбол през 1990 отбеляза хеттрик в мач от груповата фаза срещу състава на Южна Корея за крайното 3:1 и дузпа срещу Белгия за победата с 2:1.

## Треньорска кариера
След оттеглянето си от футбола Мичел работи като спортен коментатор в испанската държавна телевизия „RTVE“, а също така пише статии за спортния ежедневник „Marca“.
През лятото на 2005 г., е назначен за старши треньор на Райо Валекано. През следващата година се завръща в Реал Мадрид и изпълнява едновременно длъжностите спортен мениджър на школата и старши треньор на „Б“ отбора – Реал Мадрид Кастилия. , където играе един от синовете му – Адриан. Под негово ръководство отбора губи челни позиции и Мичел е уволнен. Напуска и поста си в школата поради разногласия с президента Рамон Калдерон. 
На 27 април 2009 г. Мичел е назначен за треньор до края на сезона на застрашения от изпадане елитен Хетафе, заменяйки на поста Виктор Муньос . Спасява го от изпадане и от ръководството на клуба му подновяват договора за още две години. В края на сезон 2010 – 11 е освободен от поста си, след като отново завършва 16-и, само на една точка от зоната на изпадащите.
На 6 февруари 2012 г. е назначен за старши треньор на Севиля, заменяйки на поста уволнения Марселино Гарсия Торал.
На 14 януари 2013 г. ръководството на Севиля разтрогва договора му заради слаби резултати.
На 1 февруари същата година поема гръцкия Олимпиакос.

## Индивидуални отличия
Индивидуалните му награди включват: Футболист на годината в Испания за сезон 1985/86, следван от своя съотборник Хорхе Валдано, четвърто място в анкетата на „Франс Футбол“ за Златната топка през 1987 г. след Рууд Гулит, Пауло Футре и Емилио Бутрагеньо. Един от седемте голмайстори на КЕШ за сезон 1987/88 с по 4 гола. Четвърти голмайстор на Световното първенство по футбол през 1990 с 4 гола заедно с Роже Мила, Гари Линекер и Лотар Матеус.

## Успехи
Реал Мадрид
- Примера дивисион (6): 1985/86, 1986/87, 1987/88, 1988/89, 1989/90, 1994/95
- Купа на краля (2): 1988/89, 1992/93
- Купа на лигата – 1984/85
- Суперкопа де Еспаня (4): 1988, 1989, 1990, 1993
- Купа на УЕФА (2): 1984/85, 1985/86
- Копа Иберамерикана – 1994